# Justin – Völlig verrittert!
Justin – Völlig verrittert! (span.: Justin y la espada del valor) ist ein im Jahr 2013 in Spanien computeranimierter und von Antonio Banderas mitproduzierter Abenteuer- und Fantasyfilm von Manuel Sicilia. Die deutschsprachigen Sprecher im Film sind unter anderem Manuel Straube, Shandra Schadt und Jonas Hämmerle.

## Handlung
Justin lebt in einem Königreich, in dem bürokratische Regeln das Leben der Bewohner bestimmen. Die Zeit tapferer und heldenhafter Ritter ist schon lange vorbei. Justin träumt davon, ein ebenso großer Ritter zu werden, wie es einst sein verstorbener Großvater war. Justins Vater Reginald, der Berater und Anwalt der Königin, möchte, dass Justin in seine Fußstapfen tritt und Anwalt wird.
Nach einem Gespräch mit seiner Großmutter, die ihn in seinem Wunsch bestärkt und ihm einen goldenen Schlüssel seines Großvaters übergibt, macht sich Justin – gegen den Willen seines Vaters – auf den Weg durch das Königreich. Er möchte sich seinen großen Traum erfüllen und Ritter werden. Zudem beschließt er, das verlorene Schwert seines Großvaters zu suchen. Er schaut noch kurz bei seiner großen Liebe Lara vorbei die ihm versehentlich eine Socke zuwirft. Er denkt, das sei ihr Abschiedsgeschenk an ihn. Unterwegs trifft er Talia, die mutige und starke Bedienung eines Restaurants. Dort trifft er den Zauberer Melchidares, der ihm den Weg weist. Nach langem Suchen findet er den Turm, in dem ein Ritter, ein Zauberer und ein Mönch leben: die besten Freunde seines Großvaters. Er lässt sich zum Ritter ausbilden, doch der Zauberer schickt ihn heim, da es 'zu gefährlich' ist. Zu Laras sweet-16-Party kommt er zurück und versucht sie vor Entführer zu retten, welche einem Herren dienen, der das Rittertum wieder erschaffen will. Zusammen mit Talia, welche gekündigt hat, versuchen sie Lara zu befreien. Am Ende kämpft Justin gegen den Mann, der seinen Großvater umgebracht hat auf einem riesigen Mühlrad. Justin kann das Schwert seines Großvaters zurückgewinnen und der Böse stürzt in die Tiefen. In der Endszene schafft die Königin das Rittertum wieder und sein Vater unterschreibt das Gesetz. Justin bringt Lara ihre Socke zurück, aber diese denkt, dass er sie heiraten will und blamiert sich vor der ganzen Kirche. Dann macht Justin Talia einen Heiratsantrag, den sie annimmt.

## Synchronisation
| Rolle                   | Englischer Sprecher | Deutscher Sprecher |
| ----------------------- | ------------------- | ------------------ |
| Sir Clorex              | Antonio Banderas    | Manuel Straube     |
| Talia                   | Saoirse Ronan       | Shandra Schadt     |
| Justin                  | Freddie Highmore    | Jonas Hämmerle     |
| Sir Otto                | James Cosmo         | Kaspar Eichel      |
| Legantir                | Charles Dance       | Eckart Dux         |
| Heraclio                | Mark Strong         | Marlin Wick        |
| Hexe                    | Angela Lansbury     | Marianne Groß      |
| Königin                 | Olivia Williams     | Ulrike Stürzbecher |
| Melchiades und Karolius | David Walliams      | Oliver Rohrbeck    |

## Produktion und Veröffentlichung
Der Film entstand bei den Firmen Mediterráneo Producciones, Kandor Graphics und Out Of The Box Features in Spanien. Regie führte Manuel Sicilia, der auch zusammen mit Matthew Jacobs das Drehbuch schrieb. Die verantwortlichen Produzenten waren Marcelino Almansa, Antonio Banderas und Ralph Kamp. Die künstlerische Leitung lag bei Esteban Martín und Oscar J. Vargas, während Claudio Hernández für das Editing verantwortlich war. Die Musik komponierte Ilan Eshkeri.
Premiere des Films war am 13. September 2013 in mehreren europäischen Ländern, die Erstaufführung in Spanien folgte am 20. September, während der Film bis Mitte 2014 auch in vielen weiteren Ländern ins Kino kam. Eine deutsche Fassung wurde ab 26. November 2013 in Schweizer Kinos gezeigt. Ende November 2013 erschien der Film in Deutschland auf DVD und Blu-ray Disc. Am 1. Februar 2015 wurde Justin – Völlig verrittert! erstmals auf Deutsch im Fernsehen gezeigt, bei Disney Cinemagic. Im August 2015 folgte die Erstausstrahlung im Free TV auf Super RTL.